# Зенден (Бавария)
Зе́нден (нем. Senden) — город в Германии, в земле Бавария.
Подчинён административному округу Швабия. Входит в состав района Ной-Ульм. Население составляет 22 376 человек (на 31 декабря 2010 года). Занимает площадь 25,17 км². Официальный код — 09 7 75 152.
Город подразделяется на 6 городских районов.